# 杜泰武
杜泰武（1938年1月—2014年9月12日），河南开封人，中国政治人物。
早年参加中国民主建国会，曾任政协开封市第七、八届委员会副主席，后当选为全国政协第九届委员会委员，并兼任民建河南省第四、五届委员会副主委等职。2004年7月退休。2014年去世。